# Ivelina Vasileva
Ivelina Veselinova Vasileva (Bulgaars: Ивелина Веселинова Василева) (Boergas, 8 oktober 1969) is een Bulgaarse politicus. Ze is aangesloten bij de pro-Europese partij Burgers voor Europese Ontwikkeling van Bulgarije (GERB). Sinds november 2014 is Vassileva minister van Milieu en Water in het tweede kabinet van Boyko Borisov.

## Biografie
Vassileva studeerde af aan de Universiteit van Sofia met een master in Engelse filologie. Tussen 1997 en 2001 was ze vertegenwoordiger van het telecommunicatiebedrijf Ericsson in de Bulgaarse regio Boergas. In 2009 werd Vassileva benoemd tot locoburgemeester van de stad Boergas. Als locoburgemeester vertegenwoordigde ze de portefeuilles integratie en ecologie. 
Tussen 2009 en 2013 was Vassileva onderminister van Milieu en Water in het eerste kabinet van Boyko Borisov. Vervolgens was ze tussen 2013 en 2014 parlementslid in de Nationale Vergadering. Als parlementslid was Vassileva lid van de comités milieu, Europese zaken en toezicht op EU-fondsen. In november 2014 werd ze aangesteld als minister van Milieu en Water in het tweede kabinet van Borisov.